# Вёрткин, Аркадий Львович
Аркадий Львович Вёрткин (род. 22 августа 1951, Кисловодск) — российский учёный-интернист, заслуженный деятель науки РФ, Лауреат премий Совета Министров СССР и Мэрии города Москвы, доктор медицинских наук, профессор. Директор терапевтической клиники и заведующий кафедрой терапии, клинической фармакологии и скорой медицинской помощи Российского университета медицины Министерства здравоохранения, руководитель региональной общественной организации «Амбулаторный врач».

## Биография
Родился 22 августа 1951 г. в семье врачей. В 1968 г. после окончания средней школы в г. Кисловодске поступил на лечебный факультет Ростовского Государственного медицинского института, в 1970 г. — переведён в Московский медицинский стоматологический институт имени Н. А. Семашко (ныне Российский университет медицины Министерства здравоохранения Российской Федерации) на лечебный факультет, который окончил в 1974 г.
По окончании вуза обучался в клинической ординатуре и аспирантуре на кафедре госпитальной терапии, затем работал ассистентом, доцентом и профессором кафедры внутренних болезней того же института.
В течение 10 лет с 1992 по 2002 год заведовал терапевтическим отделением 50 ГКБ Департамента здравоохранения Москвы (ныне — ГКБ им. С. И. Спасокукоцкого ДЗМ).
С 1991 г. — заведующий кафедрой клинической фармакологии ММСИ имени Н. А. Семашко, а с 1996 г. по настоящее время — заведующий кафедрой терапии, клинической фармакологии и скорой медицинской помощи, с 2015 г. — Директор терапевтической клиники Российского университета медицины Министерства здравоохранения
В 1979 г. защитил кандидатскую диссертацию, в 1990 г. — докторскую. В 1991 г. присвоено учёное звание профессора. В этом же году стал Лауреатом премии Совета Министров СССР, а в 1999 г. — Лауреатом премии Мэрии г. Москвы. В 2001 г. удостоен звания «Заслуженный деятель науки РФ», а также награды «Просветитель года». Неоднократно награждался грамотами Министерства здравоохранения РФ.
На протяжении 7 лет был главным редактором рецензируемого журнала «Врач скорой помощи» и журнала «Терапевт».
В настоящее время — главный редактор журнала «Амбулаторный приём», член редколлегий более 10 отечественных медицинских журналов. С 2015 г. — эксперт комиссии МЗ РФ по формированию перечней лекарственных препаратов для медицинского применения.
С 2014 г. по настоящее время член Президиума Российского научного медицинского общества терапевтов. В 2014—2015 гг. был Учёным секретарем Российского университета медицины Министерства здравоохранения Российской Федерации. В 1998—2015 гг. был руководителем Национального научно-практического общества скорой медицинской помощи, а с 2016 г. — президент Региональной общественной организации «Амбулаторный врач».

## Семья
Отец — Вёрткин Лев Яковлевич (1919—2001) — терапевт, кандидат медицинских наук, заслуженный врач РФ, главный врач курортной больницы г. Кисловодск (1949—1987). Мать — Машкович Софья Ароновна (1920—1989) — терапевт, заведующая отделением функциональной диагностики.
С 1971 г. в браке. Супруга — Вёрткина Наталия Викторовна — с 1997 по 2017 г. — главный врач ГКБ им. В. В. Вересаева ДЗ г. Москвы, в настоящее время на пенсии. Сын — Максим Аркадьевич, 1973 г. рождения, кандидат медицинских наук. Четверо внуков — Софья Максимовна (2002 г. рождения), Анна Максимовна (2004 г. рождения), Артемий Максимович (2006 г. рождения), Савелий Максимович (2015 г. рождения).

## Научная деятельность
А. Л. Верткин является автором более 1000 научных трудов, 40 монографий, учебников и руководств, 20 Национальных клинических и методических рекомендаций, 12 патентов на изобретения. Под его руководством защищены 15 докторских и свыше 100 кандидатских диссертаций.
А. Л. Вёрткиным впервые в России были разработаны и внедрены современные технологии ведения неотложных состояний и фармакоэкономические обоснования эффективности ряда экспресс-тестов на этапе скорой медицинской помощи, организованы первые в стране многоцентровые клинические исследования лекарственных препаратов на догоспитальном этапе. Все это позволило создать Государственные стандарты лечения больных с неотложными состояниями на догоспитальном этапе.
А.Л. Вёрткиным созданы лаборатории по изучению остеопороза, нейропатии и мужского здоровья. С его участием разработан метод радионуклидного исследования сердца с помощью отечественного изотопа Tl-201, новый подход к назначению противоязвенных препаратов пациентам с хеликобактер ассоциированной язвенной болезнью желудка и двенадцатиперстной кишки, разработан и внедрен для клинического применения у больных с дисбактериозом новый препарат – Биофлор, программа применения полиненасыщенных жирных кислот для первичной профилактики атеросклероза, клинико-морфологическое обоснование коморбидной патологии.
А. Л. Вёрткиным разработаны инновационные модели работы поликлинического звена оказания медицинской помощи в условиях реформирования и формирования новой модели поликлиники. Методологические разработки и их апробация в терапевтической поликлинической службе позволила сформировать принципиально новый подход к оказанию догоспитальной помощи, организовать Российскую научно-образовательную программу «Амбулаторный приём», посвящённую всестороннему образованию врачей первичного звена здравоохранения, «ВиП: Врач и Пациент», первую научно-практическую библиотеку амбулаторного терапевта, алгоритмы диагностики и лечения социально-значимых заболеваний.
Основным научным направлением последних десятилетий является многоплановое изучение патоморфоза современной клиники внутренних болезней.
Научная группа, возглавляемая А.Л. Вёрткиным, была аккредитована для проведения международных исследовательских протоколов, в том числе для проведения I фазы клинических исследований и изучения фармакодинамических особенностей лекарственных средств.
Под руководством А.Л. Вёрткина были организованы более 40 крупных международных и российских форумов по актуальным проблемам клинической медицины.
В 2020 г. А.Л. Вёрткин выиграл Грант Президентских программ на создание клинико-морфологического электронного атласа «COVID-19 и его последствия», который содержит информацию по амбулаторному ведению, реабилитации и профилактике осложнений у хронических соматических больных, страдающих от 10 групп основных заболеваний, перенесших коронавирусную инфекцию, включая коморбидных пациентов.

## Образовательные и популяризаторские проекты
Начиная с 2018 г., профессор А.Л. Вёрткин инициирует множество научно-образовательных онлайн-программ и проектов.
Первым проектом стала программа «Диалог терапевта и патологоанатома». В таком формате было проведено 23 клинико-анатомических разбора, где соспикером профессора А.Л. Вёрткина стал главный патологоанатом Департамента здравоохранения Москвы профессор О. В. Зайратьянц.
А.Л. Вёрткиным был инициирован образовательный цикл «Специалист – терапевту», концептуальная идея которого заключается в максимальном расширении профессиональной эрудиции докторов первичного звена посредством диалога терапевта и представителя той или иной узкой специализации на экспертном уровне. Основная задача гостей – излагать материал в «поликлинических дозах», тем самым не перегружая аудиторию тонкостями той или иной узкой специализации и формируя у коллег-терапевтов целостный взгляд на обсуждаемую проблематику. Цикл поделён на серии: «В сопровождении ревматолога, невролога, онколога, пульмонолога, инфекциониста, гематолога, дерматовенеролога» и т.д. Гости профессора А. Л. Вёрткина – отечественные учёные в разных клинических областях.
Первой программой в период самоизоляции стал проект «Амбулаторный экспресс», основная задача которая заключалась в лаконичном и практически применимом изложении алгоритмизированного подхода к пациентам на амбулаторно-поликлиническом этапе оказания медицинской помощи, направленном на максимально раннее выявление наиболее распространённых заболеваний и патологических состояний в общеврачебной практике.
Параллельно была организована программа «Терапевту на заметку», посвящённая в большей степени коморбидным больным, составляющих значительную долю в первичном звене. Эту серию из 15 трансляций посмотрело почти 2,5 тыс. врачей. Основным в этой программе был акцент на ведение соматической патологии при коронавирусной инфекции.
Чуть позже стартовал проект «Клинико-анатомическая конференция». В эфирах были представлены реальные летальные исходы в многопрофильном стационаре с подробным анализом ведения больных. Было проведено 34 конференции с общим количеством слушателей почти 7 тыс.
Важное место среди интерактивных программ под руководством А.Л. Вёрткина в 2020 г. занял проект «Коронный номер: последствия COVID-19 в практике терапевта», который был проведён в июле 2020 г. Исходя из того, что основной контингент пациентов первичного звена здравоохранения – пациенты с той или иной внутренней патологией и, нередко, коморбидными состояниями, главной целью этого проекта стало обучение поликлинических терапевтов и врачей общей практики надлежащей оценке и стратификации риска различных осложнений у пациентов в отношении COVID-19. Спикерами проекта были профессора А. Л. Вёрткин и О.В. Зайратьянц.
Ещё один онлайн-проект А. Л. Вёрткина – «Уроки амбулаторного мастерства». Концептуальная идея программы заключается во всестороннем освещении наиболее актуальных и востребованных с практической точки зрения вопросов ведения амбулаторного приёма в первичном звене.
А. Л. Верткиным был инициирован проект «Амбулаторный блиц», главной целью которого является обучение врачей первичного звена максимально эффективному использованию небольшого временного отрезка (15 мин), отведённого на приём пациента: в рамках реального времени с электронным отсчётом на экране симулирован приём поликлинического терапевта с реальными амбулаторными пациентами и последующим анализом алгоритмизированного подхода к больным в общеврачебной практике.
Большое внимание А.Л. Вёрткин уделяет и дипломному этапу медицинского образования, в связи с чем была подготовлена программа «Гиппократ» для студентов 4-6 курсов медицинских вузов, представляющая собой полный курс лекций по внутренним болезням с акцентом на амбулаторный этап оказания медицинской помощи, а также клинической фармакологии и фармакотерапии различных внутренних заболеваний и патологических состояний в общеврачебной практике.
Также под руководством А.Л. Вёрткина был инициирован очередной проект «Ф@П: фельдшерский приём», главная цель которого – в лаконичной и максимально практически ориентированной форме обучить алгоритмизированному подходу фельдшеров к пациентам на этапе оказания медицинской помощи в Фельдшерско-акушерском пункте.
Сообщество РОО «Амбулаторный врач» и лично А. Л. Вёрткин активны во многих социальных сетях, включая блог на Яндекс-дзен, канал в YouTube, группы амбулаторных врачей в мессенджерах What’sApp и Telegram.

## Награды
- Заслуженный деятель науки РФ;
- Лауреат премии Совета министров СССР[источник не указан 1350 дней];
- Лауреат премии мэрии Москвы;
- Победитель Всероссийского конкурса «Золотые Имена Высшей Школы»[источник не указан 1350 дней].